# Crockern Tor
Crockern Tor è un tor presente a Dartmoor nella contea di Devon, Inghilterra. Composto da due grandi rocce, si trova a 396 metri sul livello del mare.

## Descrizione
Il "tor" è uno dei tre presenti a Dartmoor che Tristram Risdon considerava importanti tanto da includerli nel suo Survey of Devon nel XVII secolo. Nell'opera egli disse che "Crockern Torr" disponeva di "un tavolo e di sedili di granito scolpiti nella roccia ma senza alcuna casa nei paraggi". Il tor fu indicato anche come uno dei punti storici salienti nella mappa del Devon redatta da Benjamin Donn nel 1765.

## Stannary court
Il tor si trova attorno a quattro aree di riferimento per Dartmoor – Ashburton, Chagford, Tavistock e Plympton. Qui si riuniva però la Stannary Court che veniva convocata se necessario, a intervalli regolari, dal Lord Guardiano che convocava 24 rappresentanti o "giurati" da ciascuna delle quattro aree. Ciascun incontro proseguiva probabilmente per diversi giorni e le discussioni variavano su diversi argomenti come ad esempio le opere minerarie, mulini, petizioni e multe a quanti avessero infranto le decisioni del consiglio.
Si hanno notizie di dieci assemblee al Crockern Tor: 1494, 1510, 1532, 1533, 1552, 1567, 1574, 1600, 1688 e 1703. Il più antico documento relativo a un incontro qui tenuto ebbe luogo il 1 settembre 1494 con sir John Stepcote, vice guardiano delle Stannaries di Devon come presidente. Sir Walter Raleigh fu Lord Warden of the Stannaries per molti anni, presenziando alla riunione presso il Crockern Tor tenutasi il 27 ottobre 1600. L'ultimo incontro qui avvenuto di cui si abbia memoria si ebbe il 23 settembre 1703 quando il guardiano, John Granville, I barone Granville, ed il vice-guardiano, l'on. Samuel Rolle, si aprì alle 8.00 del mattin. Si disse che un'ulteriore riunione si tenne nel 1745, ma di questa non si ha documentazione, ma ammesso che esso sia avvenuto si sarebbe trattata solo di una piccola discussione.
Il sito, oggi apparentemente molto spoglio, in realtà conserva tracce del fatto che qui esistessero sedie e tavoli utilizzate per gli incontri. Questo mobilio pare sia andato distrutto o asportato verso la fine del XVIII secolo, sfruttandone il materiale per la costruzione di altri edifici nell'area. Sul fronte opposto, Douglas St Leger-Gordon, noto scrittore e storico del Devon, ha posto dei dubbi persino sull'esistenza di questi "incontri" nel suo libro Portrait of Devon del 1963. Egli disse che sarebbe parso inusuale svolgere riunioni in quel luogo "dove le frequenti raffiche di vento avrebbero interrotto spesso le riunioni e ben presto avrebbero tolto il cappello a qualcuno". Egli sostenne che le riunioni si tenessero invece nella "Tinner's Hall" di Tavistock, oggi perduta.

## Folklore
Crockern Tor si dice fosse residenza del mitico Old Crockern, descritto da vari autori come una figura spettrale a cavallo che galoppava a spron battuto per tutta la brughiera o come un cavallo scheletrico che aveva la sua stalla nei pressi di Wistman's Wood; o ancora come un dio locale della brughiera di età precristiana:

## Panorama

Il panorama dal Crockern Tor